# 塔帕

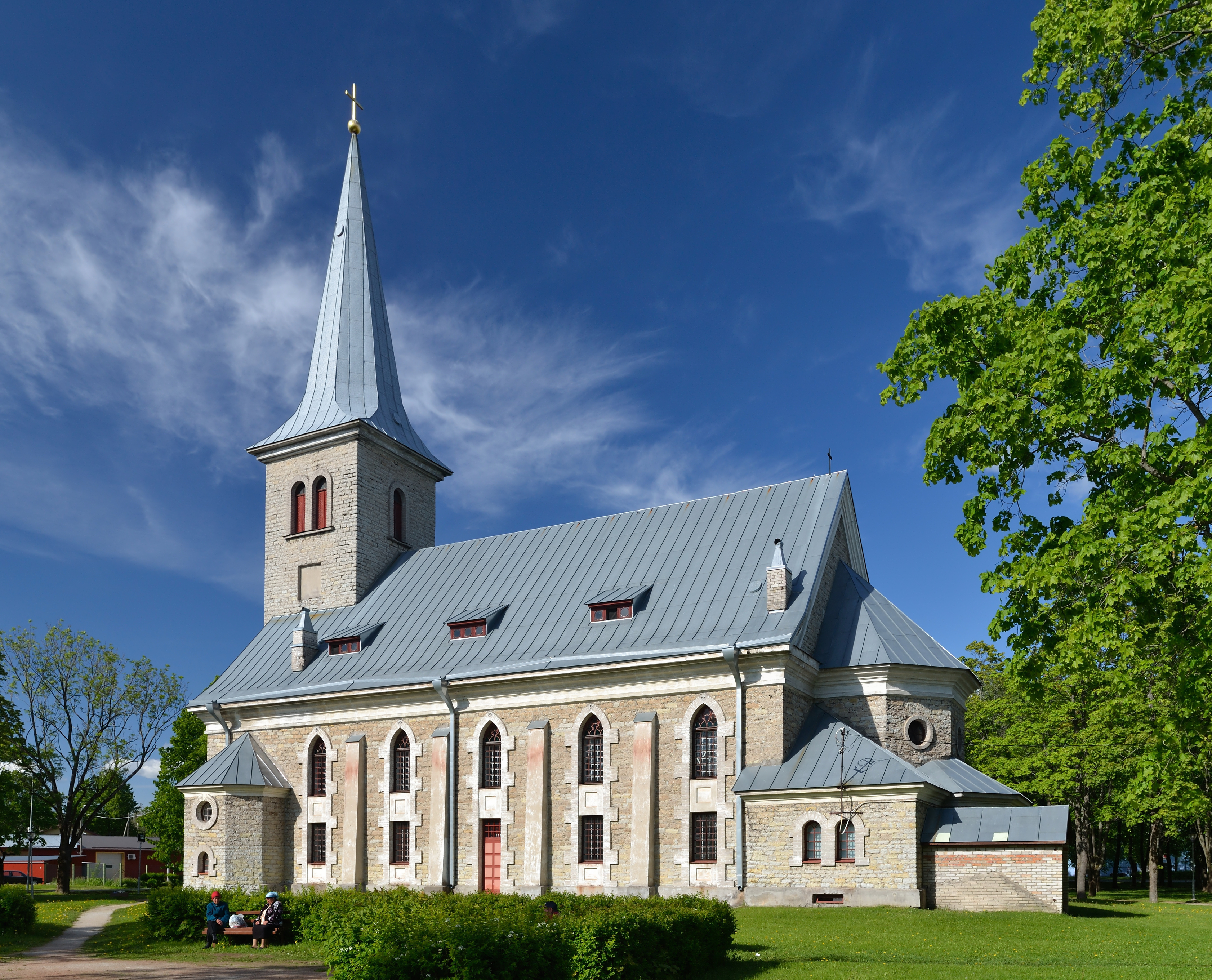
塔帕圣雅各教堂

塔帕是愛沙尼亞西維魯縣塔帕市镇内的非独立市及其行政中心，位於首都塔林東南80公里，始建於1870年10月24日，面積17.32平方公里，2011年人口8,786。第二次世界大戰期間，納粹德國在1941年8月14日佔領該市。

## 外部連結
- 塔帕市镇官方网站 （文）
- Tapa Museum In Estonian
- Tapa Music School In Estonian